# El Palmarcito, Pijijiapan
El Palmarcito är en ort i Mexiko.   Den ligger i kommunen Pijijiapan och delstaten Chiapas, i den sydöstra delen av landet, 800 km sydost om huvudstaden Mexico City. El Palmarcito ligger 8 meter över havet och antalet invånare är 1 135.
Terrängen runt El Palmarcito är mycket platt. Havet är nära El Palmarcito åt sydväst. Runt El Palmarcito är det ganska glesbefolkat, med 28 invånare per kvadratkilometer. Närmaste större samhälle är Joaquín Miguel Gutiérrez, 14,2 km öster om El Palmarcito. Trakten runt El Palmarcito består huvudsakligen av våtmarker.